# 佐藤楓
佐藤楓（日语：／ Satō Kaede */?，1998年3月23日—）是日本前偶像藝人，為女子偶像團體乃木坂46前成員，愛知縣名古屋市出身。2016年以乃木坂46三期生身分出道。2025年5月6日自乃木坂46畢業。

## 經歷
2016年9月4日，佐藤通過乃木坂46三期生徵選。合格發表後，於LINE LIVE《乃木坂46三期生決定特輯》進行實況直播，同時開始在乃木坂46的活動。並於出版社合作特別企劃中，獲得《non-no》特別獎。12月10日，於日本武道館舉行的「乃木坂46三期生『鑑定會』」中首次公開亮相。12月19日，乃木坂46三期生部落格開設。以每日1名成員的方式輪流撰寫，佐藤於12月25日開始，每隔12天撰寫一篇部落格。
2017年2月2日至12日，三期生舉行為期15場的《3人的主角》公演，佐藤只參與了2月11日晚上的公演。5月9日至14日，參與三期生首場演唱會「乃木坂46三期生單獨LIVE」。
2018年2月22日，佐藤的個人官方部落格於乃木坂46官方網站正式開通。9月30日播出的《乃木坂工事中》，佐藤在乃木坂46第22張單曲《想繞遠路回家》中首次進入選拔。
2020年10月3日，參加《全明星感謝祭'20秋》（TBS）的企劃「迷你馬拉松」，完成並獲得女性參賽者的第2名。
2021年3月23日，在23歲生日當天開設個人Instagram帳號。3月27日，再次參加《全明星感謝祭'21春》（TBS）的企劃「迷你馬拉松」，完成並獲得女性參賽者第1名。7月5日，首個個人電台節目《赤札堂眼鏡presents「乃木坂46佐藤楓的公式DenChannel》（東海電台）開始播出。
2022年3月23日發行的乃木坂46第29張單曲《Actually…》的Under曲《就算我不明白...》中首次擔任Center。7月17日，佐藤以乃木坂46第30張單曲《喜歡是件搖滾的事！》時隔3年回歸選拔。10月3日，出演的愛知電視台開局四十週年紀念節目《乃木坂46 佐藤楓 音色遺產 ～收集愛知69市區町村的聲音～》開始播出。
2024年7月，佐藤與林瑠奈、松尾美佑、富里奈央、中西阿爾諾組成乃木坂46的企劃子團體「楓糾正軍團」。
2025年3月7日，於乃木坂46官方網站內的個人部落格中宣布畢業。4月5日，於Pia Arena MM舉行的「38thSG Under Live」中舉辦畢業典禮。5月6日，參加於Port Messe名古屋舉辦的乃木坂46第38張單曲發行紀念的線下見面會後，正式從乃木坂46畢業，結束約9年的偶像生涯。5月9日，在乃木坂46官網上發布最後一篇部落格。5月30日，佐藤位於乃木坂46官方網站內的個人部落格正式關閉。

## 人物
- 暱稱是Den醬（でんちゃん），命名者為大園桃子[9]，由來是取自名字「楓」中的「で」（de）音。楓這個名字的由來，是父母相遇的地方一加拿大，其國旗圖案糖楓[38]。為家中獨生女[39]。
- 在乃木坂46中被認為運動神經非常好[40]。國中、高中都加入羽毛球社，曾在高校縣大會代表團體進八強[41]，並積極參與羽毛球普及活動，甚至有冠名羽毛球節目播出[41][42]。
- 取得英檢準二級資格[43]。
- 她的表哥是青山學院大學的神林勇太，曾於第96屆箱根驛傳獲得第9區區間賞（佐藤的母親與神林的父親是兄妹）[44][45]。佐藤以「驛傳喜愛偶像」知名，曾擔任「全日本大學驛傳」及「新年驛傳」的嘉賓解說[46][47][48]。

### 乃木坂46相關
- 她原本是普通的大學生，得知在家鄉名古屋舉辦了面向三期生徵選的說明會時，聽了秋元真夏、高山一實、中元日芽香的講話，萌生了「想成為成員」的想法，於是報名參加[49]。
- 加入乃木坂46前，她參加過乃木坂46及櫸坂46的握手會[50]。另外，她曾與朋友一起去看2016年6月舉行的深川麻衣畢業演唱會（乃木坂46盛夏全國巡演2016靜岡場）。
- 她的螢光棒顏色是紅色×紅色[51]。
- 喜歡的歌曲是〈羽毛的記憶〉[52]。
- 常被其他三期生及《乃木坂工事中》的香蕉人指出說話語調平淡，或容易打翻東西[53][54]。因此，她曾在《乃木坂短劇》中扮演AI進行搞笑短劇[55]。
- 在第四次審查時，與大園桃子住同間飯店，因此感情很好。

## 音樂作品
- 標註「★」符號表示該首歌曲有拍攝MV。

### 單曲
乃木坂46
|      | 發行日期       | 單曲名稱              | 參與歌曲名稱           | MV | 備註       |
| ---- | -------------- | --------------------- | ---------------------- | -- | ---------- |
| 17th | 2017年3月22日  | 大影響家              | 第三陣風               | ★  | 出道作品   |
| 18th | 2017年8月9日   | 蜃景                  | 未來的答案             | ★  |            |
| 19th | 2017年10月11日 | 及時行事              | 我的衝動               | ★  |            |
| 20th | 2018年4月25日  | 同步巧合              | 全新的世界             | ★  |            |
| 20th | 2018年4月25日  | 同步巧合              | 心動不已               | ★  |            |
| 21st | 2018年8月8日   | 以自我為中心！        | 三角空地               | ★  |            |
| 21st | 2018年8月8日   | 以自我為中心！        | 感覺不像自己           |    |            |
| 22nd | 2018年11月14日 | 想繞遠路回家          | 想繞遠路回家           | ★  | 選拔       |
| 22nd | 2018年11月14日 | 想繞遠路回家          | 不成眠的商隊           | ★  |            |
| 23rd | 2019年5月29日  | Sing Out!             | Sing Out!              | ★  | 選拔       |
| 24th | 2019年9月4日   | 黎明來臨前無須逞強    | 〜Do my best〜沒有意義 | ★  |            |
| 24th | 2019年9月4日   | 黎明來臨前無須逞強    | 你，認識我嗎？         |    |            |
| 25th | 2020年3月25日  | 幸福的保護色          | 每天都是Brand new day  | ★  |            |
| 26th | 2021年1月27日  | 我會喜歡上自己的      | 言過其實的KISS         | ★  |            |
| 27th | 2021年6月9日   | 對不起Fingers crossed | 生鏽的羅盤             | ★  |            |
| 27th | 2021年6月9日   | 對不起Fingers crossed | 不受大人們的指示       |    |            |
| 28th | 2021年9月22日  | 被你罵了              | 機關槍雨               | ★  |            |
| 28th | 2021年9月22日  | 被你罵了              | 熟悉的陌生人           |    |            |
| 29th | 2022年3月23日  | Actually…             | 就算我不明白...        | ★  | Center     |
| 30th | 2022年8月31日  | 喜歡是件搖滾的事！    | 喜歡是件搖滾的事！     | ★  | 選拔       |
| 30th | 2022年8月31日  | 喜歡是件搖滾的事！    | 朝著我拍手的方向       | ★  |            |
| 31st | 2022年12月7日  | 不存在於此的事物      | 壞成份                 | ★  |            |
| 32nd | 2023年3月29日  | 人們終將再度追夢      | 漣漪不復返             | ★  |            |
| 32nd | 2023年3月29日  | 人們終將再度追夢      | 我們的道別             | ★  |            |
| 33rd | 2023年8月23日  | 獨自一人的天堂        | 踩到了                 | ★  |            |
| 34th | 2023年12月6日  | Monopoly              | 回憶無法止息           | ★  |            |
| 35th | 2024年4月10日  | 機會平等              | 機會平等               | ★  | 選拔       |
| 36th | 2024年8月21日  | 放縱日                | 遺落之物               | ★  |            |
| 36th | 2024年8月21日  | 放縱日                | Keep in touch          |    | 楓糾正軍團 |
| 37th | 2024年12月11日 | 步道橋                | 直到那時的猶豫         | ★  |            |
| 37th | 2024年12月11日 | 步道橋                | 夕陽是什麼顏色?        |    |            |
| 38th | 2025年3月26日  | 臍橙                  | 交感神經優勢           | ★  |            |
| 38th | 2025年3月26日  | 臍橙                  | 懷念之情的前方         | ★  |            |

其他
| 發行日期                                    | 單曲名稱       | 參與歌曲名稱 | MV | 備註         |
| ------------------------------------------- | -------------- | ------------ | -- | ------------ |
| 2020年6月17日（日本） 2020年6月24日（海外） | 世界中的鄰居啊 | —            | ★  | 下載限定歌曲 |

### 專輯
乃木坂46
|        | 發行日期       | 專輯名稱         | 參與歌曲名稱     | 備註 |
| ------ | -------------- | ---------------- | ---------------- | ---- |
| 3rd    | 2017年5月24日  | 最初的夢想       | 回憶優先         |      |
| 3rd    | 2017年5月24日  | 最初的夢想       | 指定溫度         |      |
| 4th    | 2019年4月17日  | 直到此刻化成回憶 | 毫無特色的戀愛   |      |
| 4th    | 2019年4月17日  | 直到此刻化成回憶 | 即刻〜殘美傳説〜 |      |
| 精選輯 | 2021年12月15日 | Time flies       | Hard to say      |      |

## 演出

### 電視劇
- 殘美（2019年1月24日－3月28日，日本電視台）：飾演 關梓[58]

### 電視節目
- 乃木坂46佐藤楓的世界羽球46倍樂趣TV（2018年7月27日，朝視頻道）[41]
- 傳奇的家譜～日本男子馬拉松復活之路～（2019年7月7日，TBS系）- 節目司儀[59]
- 乃木坂46英語（2019年6月30日－2021年1月31日，TBS一號頻道）- 常規出演[60]
- 乃木坂46 佐藤楓 音色遺產～收集愛知69市區町村的聲音～（2022年10月3日－2024年2月25日，愛知電視台）[29]

### 電台節目
- 赤札堂眼鏡presents「乃木坂46佐藤楓的公式DenChannel」（2021年7月5日－2025年5月3日，東海電台）- 主持人[24][61]

### 活動
- GirlsAward
  - GirlsAward 2019 SPRING／SUMMER（2019年5月18日，幕張展覽館）[62]
  - GirlsAward 2019 AUTUMN／WINTER（2019年9月28日，幕張展覽館）[63]
  - Tokyo Virtual Runway Live by GirlsAward（2020年6月27日，ABEMA獨家直播）[64][65]

## 外部連結
- 佐藤楓的Instagram帳戶（2021年3月23日－）（日語）

乃木坂46時期
- 乃木坂46個人介紹頁（日語）
- 佐藤楓 官方部落格 - 乃木坂46官方網站（2018年2月22日－2025年5月30日）（日語）
- 佐藤 楓（乃木坂46）的SHOWROOM專頁（页面存档备份，存于）（日語）